# Дабужа (присілок)
Дабужа (рос. Дабужа) — присілок в Сухиницькому районі Калузької області Російської Федерації.
Населення становить 16 осіб. Входить до складу муніципального утворення Село Дабужа.

## Історія
Від 2004 року входить до складу муніципального утворення Село Дабужа

## Населення
| 2002 | 2010 |
| ---- | ---- |
| 24   | ↘16  |